# Drusilla danumensis
Drusilla danumensis (лат.) — вид жуков-стафилинид рода Drusilla из подсемейства Aleocharinae.

## Распространение
Юго-Восточная Азия: Сабах, Danum Valley (остров Калимантан, Малайзия).

## Описание
Мелкие коротконадкрылые жуки, длина около 3 мм. Тело блестящее, голова и переднеспинка черновато-коричневые, надкрылья чёрные с грязно-жёлтым основанием, брюшко желтовато-красное, задняя часть паратергитов черновато-коричневая, а первый-третий свободные тергиты красновато-коричневые на их срединной продольной части, четвёртый свободный тергит желтовато-бурый, красный в основной половине и черновато-коричневый в дистальной половине, пятый свободный тергит коричневый, усики красновато-коричневые с тремя базальными члениками и одиннадцатым желтовато-красным, ноги желтовато-красные с жёлтыми бёдрами, за исключением дистальных концов, которые желтовато-красные. Второй членик усиков короче первого, третий длиннее второго, с четвёртого по девятый такой же длины, как и в ширину, десятый поперечный. Глаза длиннее заглазничной области, если смотреть сверху. Тело лишено сетчатости. Пунктировка головы мелкая и отсутствует на продольной средней полосе, на надкрыльях отчетливая и глубокая. Антенны относительно длинные. Переднеспинка длиннее ширины, с широкой центральной бороздкой. Голова относительно небольшая и округлая, с чётко выраженной шеей и с очень коротким затылочным швом, оканчивающимся проксимальнее щеки.

## Систематика
Вид был впервые описан в 2014 году итальянским энтомологом Роберто Пачэ (1935—2017). Новый вид также похож на Drusilla fontis с Борнео. Отличается поперечной переднеспинкой с отношением длины к ширине 0,88, тогда как у D. fontis длина переднеспинки больше ширины с отношением длины к ширине 1,10. Вентральный профиль эдеагуса нового вида имеет острый угол у «crista apicalis», отсутствующий у D. fontis. Вершина эдеагуса нового вида, если смотреть снизу, не наклонена так, как вершина эдеагуса D. fontis.  Вид и род относят к подтрибе Myrmedoniina в составе трибы Lomechusini.